# おまえが欲しい
『おまえが欲しい』（おまえがほしい）は、とんねるず23枚目のシングル。1996年2月12日発売。

## 概要
TBS系ドラマ「愛とは決して後悔しないこと」主題歌。2025年8月現在、とんねるず名義では最後のシングルであり、前作「ガニ」同様にアルバム未収録である。

## 収録曲
全曲　作詞：秋元康
1. おまえが欲しい
  - 作曲・編曲：後藤次利
2. ひまわりの季節
  - 作曲：太田美知彦／編曲：清水信之
3. おまえが欲しい （オリジナル・カラオケ）